# Adolfo Antonio Suárez Rivera
Adolfo Antonio Suárez Rivera (San Cristóbal de las Casas, Chiapas, 9 de enero de 1927 - Monterrey, Nuevo León, 22 de marzo de 2008) fue un religioso y cardenal católico mexicano. Ocupó los cargos de obispo de Tepic, obispo de Tlalnepantla y arzobispo de Monterrey de 1983 a 2003; en 1994 fue nombrado primer cardenal de la ciudad metropolitana de Monterrey.

## Biografía
Hijo de  Adolfo Suárez Solorzano y Alicia Rivera Coello, inició sus estudios sacerdotales en el Seminario Conciliar de San Cristóbal de las Casas al terminar la primaria, los continuó en el Seminario Arquidiocesano de Xalapa y los concluyó en EUA en el Seminario de Montezuma, Nuevo México; posteriormente realizó estudios de Teología en la Pontificia Universidad Gregoriana como alumno del Pontificio Colegio Pio Latino Americano en Roma, donde obtuvo la licenciatura en Teología. Fue ordenado sacerdote en dicha ciudad el 8 de marzo de 1952 por el arzobispo Alfonso Carinci, Secretario de la Sagrada Congregación de los Ritos. Al regresar a su diócesis fue nombrado director espiritual y profesor del Seminario de San Cristóbal de las Casas y posteriormente fue Oficial mayor y Secretario Canciller de la curia diocesana.
En 1962 realizó estudios superiores en el Instituto Catequético Latinamericano en Santiago de Chile, Chile.
Fue asesor del MFC y del grupo juvenil de la ACM, fundó en San Cristóbal de Las Casas la Academia "Fray Matías de Córdova", para estudiantes de preparatoria y de leyes; además desempeñó el cargo de Director Diocesano del Oficio Catequístico. Entre 1964-1968 formó parte del Equipo Interdiocesano UMAE (Unión de Mutua Ayuda Episcopal) para la actualización postconciliar de los sacerdotes; y luego párroco en la parroquia de San Bartolomé, Venustiano Carranza (Chiapas), de 1968 a 1971.
El 14 de mayo de 1971 el papa Pablo VI lo nombró Obispo de Tepic y fue consagrado como tal el 15 de agosto del mismo año, siendo consagrado por Carlo Martini, Arzobispo titular de Abari, Delegado Apostólico en México y fungiendo como co-consagrantes el cardenal José Salazar López, Arzobispo de Guadalajara y Samuel Ruiz García, Obispo de San Cristóbal de las Casas; el 8 de mayo de 1980 el papa Juan Pablo II lo nombró Obispo de Tlalnepantla, una de las diócesis católicas más pobladas de América Latina; y el 8 de noviembre de 1983 en el décimo Arzobispo de Monterrey, cargo que oficialmente asumió el 12 de enero de 1984.
Durante su gestión en Monterrey, trasladó y habilitó la Curia en los anexos de la Catedral, construyó el nuevo edificio del Seminario Mayor de Monterrey en Juárez (Nuevo León).  Reorganizó en su totalidad la estructura pastoral, la prevención y capacitación permanente del clero, impulsó la especialización de los sacerdotes en la ciudad de Roma. Convocó al Primer Sínodo de la Arquidiócesis, construyó y dedicó 12 nuevos templos en ocasión del Jubileo de 2000, ordenó a más de la mitad del actual presbiterio de Monterrey, promovió al episcopado a cinco de los presbíteros de la arquidiócesis, de los cuales ordenó a tres. Promovió la creación de la Diócesis de Nuevo Laredo.
Su labor en Monterrey, ciudad de grandes extremos, fue calificada siempre de moderada y cercana al pueblo.
Desempeñó el cargo de Administrador Apostólico de la Diócesis de Ciudad Victoria del 3 de noviembre de 1994 al 3 de noviembre de 1995.
Siendo obispo de Tepic, asistió a la III Conferencia General del Episcopado Latinoamericano (27 de enero al 13 de febrero de 1979) en Puebla, México, y también participó en la IV Conferencia Episcopal en Santo Domingo, República Dominicana celebrada en 1992.  
Los cargos que desempeñó en la Conferencia del Episcopado Mexicano (CEM) fueron: de 1971-1973 Vocal de la Comisión Episcopal de Evangelización y Catequesis, Vocal de la Comisión Episcopal para el Apostolado de los Laicos, de 1973-1976 Vicepresidente de la CEM, Presidente de la Comisión Episcopal del Clero y miembro del Consejo de Presidencia, 1979-1985 Presidente de la Comisión Episcopal para el Apostolado de los Laicos, 1982-1985 Vocal del Consejo de Presidencia, Miembro de la Comisión Episcopal Pro Sede-CEM, Presidente de la CEM por dos períodos 1988-1994. 
Como Presidente de la CEM, fue el principal artífice, ante el gobierno del Presidente de México, el Lic. Carlos Salinas de Gortari, de las reformas al artículo 3º y al 130 constitucional, que resultó el primer logró para el proceso de restauración de la Libertad Religiosa en México, restaurándose las relaciones diplomáticas entre la Santa Sede y el Estado mexicano en el año de 1992.
Además respaldó al obispo Samuel Ruiz por su trabajo en Chiapas, durante los tensos momentos que siguieron a la insurrección zapatista. Su declaración causó escozor en un sector del catolicismo mexicano que pedía la cabeza de Ruiz.
En el Consejo Episcopal Latinoamericano fue Vocal del Departamento de Evangelización y Catequesis (1974-1978), Vocal del Departamento de Laicos (1979-1982), Presidente del Departamento de Laicos (1983-1987) y Presidente del Comité Económico (1987-1991). 
En la Santa Sede ha sido miembro agregado de la Congregación para los Obispos (1979-1983), Delegado de nominación pontificia para el VI Sínodo General de los Obispos (1983).
Su Santidad Juan Pablo II lo designó miembro del Colegio cardenalicio de la Santa Iglesia en el consistorio del 26 de octubre y le impuso el birrete cardenalicio el 26 de noviembre de 1994, quien le asignó el título de Nostra Signora di Guadalupe a Monte Mario, se retiró como Arzobispo de Monterrey al cumplir la edad reglamentaria de 75 años, el 25 de enero de 2003.
Era uno de los cuatro cardenales mexicanos con derecho a asistir al cónclave de 2005 en que fue elegido papa Benedicto XVI, sin embargo no asistió por razones de salud que le impedían realizar el viaje, siendo uno de los únicos cardenales en no hacerlo, junto con el cardenal Jaime Lachica Sin de Filipinas, quien no asistió por los mismos motivos.
Falleció a los 81 años de edad el día 22 de marzo de 2008 en Monterrey a causa de un derrame cerebral. Está enterrado en la cripta de la Catedral de Monterrey.
A finales de febrero de 2008, el cabildo local, había acordado entregarle la Medalla al Mérito Sancristobalense Manuel Velasco Suárez, el 31 de marzo, en el marco de la conmemoración del 480 aniversario de la fundación de San Cristóbal de las Casas.